# 鷲塚美知代
鷲塚 美知代（わしづか みちよ　1964年〈昭和39年〉12月29日 - ）は、フリーアナウンサー。中部日本放送（CBC）の元アナウンサー。
大阪府出身。立命館大学文学部卒（同学年には長峰由紀がいる）。1987年にCBC入社。結婚の為1994年退社しフリーアナウンサーとなる。夫の仕事の都合で約1年間アメリカに渡り、1995年に帰国。
フリーアナウンサー以外に各種式典、シンポジウムの司会を行っている。また、2009年に愛知淑徳大学にて非常勤講師を勤める。

## 過去の担当番組

### テレビ
- サンデードラゴンズ（1988年～1992年）
- ビッグモーニング（中継レポーター）

### ラジオ
- PUMP UP! 1053
- 久野誠のドラゴンズワールド　（～2007年3月）

番組中では美人秘書、イチローの印象に残る美女と呼ばれている
- 0時半です松坂屋ですカトレヤミュージックです
- おはよう竹地祐治です
- CBCラジオヘッドライン
- 多田しげおの気分爽快!!朝からP・O・N（2013年10月-2014年3月）火曜日担当
- 追悼特別番組、夢と感動をありがとう！燃える男、星野仙一～最後のメッセージ～ （2018年1月14日）
- 追悼特別番組 さよなら高木守道、バックトスよ永遠に（2020年1月21日）